# Lunca Bradului
Lunca Bradului é uma comuna romena localizada no distrito de Mureș, na região histórica da Transilvânia. A comuna possui uma área de 330.32 km² e sua população era de 2141 habitantes segundo o censo de 2007.